# Зашанхаєнний
«Зашанхаєнний» (англ. Shanghaied; інші назви — Charlie Shanghaied / Charlie on the Ocean / Charlie the Sailor) — американська короткометражна кінокомедія режисера Чарльза Чапліна 1915 року.

## Сюжет
Судновласник застає Чарлі зі своєю дочкою і проганяє його. Коли він проходить повз, доки просять його допомогти змусити матросів відправитися на корабель. Впоравшись зі своєю роботою (не без допомоги молотка), Чарлі й сам опиняється в ролі матроса. На судні відразу ж запановує метушня і незабаром вся команда опиняється за бортом. Потім Чарлі стає помічником кока, однак і тут справа супроводжується постійними помилками та бійками, начальство залишається без їжі. Незабаром з'ясовується, що на кораблі його кохана, яка хоче втекти з Чарлі. Капітан корабля вирішує підірвати його, проте Чарлі з дівчиною позбавляються від бомби. Судновласник, хапаючись дочки, прибуває на корабель і знову намагається принизити Чарлі, проте той зіштовхує його у воду й залишається наодинці з коханою.

## У ролях
- Чарлі Чаплін — завербований матрос
- Веслі Рагглс — судновласник
- Една Первіенс — його дочка
- Джон Ренд — корабельний кок
- Біллі Армстронг — завербований матрос